# Capitaine Caverne
Capitaine Caverne (Captain Caveman and the Teen Angels) est une série télévisée d'animation américaine en quarante épisodes de 11 minutes créée par Joe Ruby et Ken Spears et initialement diffusée du 10 septembre 1977 au 21 juin 1980 sur le réseau ABC.
En France, la série a été diffusée le 5 septembre 1979 sur TF1 dans l'émission Les Visiteurs du mercredi, puis rediffusée en septembre 1980 sur TMC, en 1995 dans Hanna Barbera Dingue Dong sur France 2, de 1999 à 2003 sur Cartoon Network, en 2003 sur France 5 dans l'émission Midi les Zouzous et en 2003-2008 sur Boomerang. Et au Québec à partir du 22 septembre 1979 à la Télévision de Radio-Canada.

## Synopsis
Capitaine Caverne se centre sur les aventures de trois jeunes femmes — Brenda, Lili et Babette — et de leur ami le capitaine Caverne (Captain Caveman en VO, surnommé « Cavey »), un homme préhistorique piégé dans un bloc de glace avant d'être découvert puis libéré par les trois jeunes femmes. Le concept et le scénario principal de la série sont perçus comme une parodie de la série Drôles de dames (Charlie's Angels, aussi diffusée sur ABC). Il s'inspire également d'autres courts-métrages tirés des studios Hanna-Barbera comme Scooby-Doo et Josie et les Pussycats, entre autres.

## Fiche technique
- Titre original : Captain Caveman and the Teen Angels
- Titre français : Capitaine Caverne
- Création : Joe Ruby et Ken Spears
- Musique : Hoyt S. Curtin, Paul De Korte, Ted Nichols
- Production : Joseph Barbera, William Hanna
- Société de production : Hanna-Barbera Productions
- Nombre d'épisodes : 40 (3 saisons)
- Durée : 11 minutes
- Dates de première diffusion :  États-Unis : 10 septembre 1977 ;  France : 19 septembre 1979

## Voix françaises
- Roger Carel : Capitaine Caverne, voix du générique et additionnelles
- Francine Lainé : Brenda
- Sylviane Margollé : Lili
- Danielle Volle : Babette
- Gérard Hernandez : Voix additionnelles

## Analyse
Caverne possède des super-pouvoirs, une variété d'accessoires cachés sous sa fourrure, et une massue qui lui permettent de voler et d'utiliser d'autres outils lui permettant de combattre le crime. Avant de se précipiter sur ses adversaires, il crie habituellement « Capitaine Caaaaveeeerne,!! »

## Épisodes

### Première saison (1977)
| N° de prod. | Titre français                 | Titre original                              | Date de diffusion originale |
| ----------- | ------------------------------ | ------------------------------------------- | --------------------------- |
| 1           | Les Clés du mystère            | The Kooky Case of the Cryptic Keys          | 10 septembre 1977           |
| 2           | Le Bateau disparu              | The Mixed Up Mystery of Deadman's Reef      | 17 septembre 1977           |
| 3           | Les bijoux s'envolent          | What a Flight for a Fright                  | 24 septembre 1977           |
| 4           | Une pièce à succès             | The Creepy Case of the Creaky Charter Boat  | 1er octobre 1977            |
| 5           | Le Cirque                      | Big Scare in the Big Top                    | 8 octobre 1977              |
| 6           | La Panthère                    | Double Dribble Riddle                       | 15 octobre 1977             |
| 7           | Un reportage indiscret         | The Crazy Case of the Tell-Tale Tape        | 22 octobre 1977             |
| 8           | Le Rapace                      | The Creepy Claw Caper                       | 29 octobre 1977             |
| 9           | Kabuta est debout              | Cavey and the Kabuta Clue                   | 5 novembre 1977             |
| 10          | L'Abominable Loup des neiges   | Cavey and the Weirdo Wolfman                | 12 novembre 1977            |
| 11          | Le Mystère de l'éléphant blanc | The Disappearing Elephant Mystery           | 19 novembre 1977            |
| 12          | Le Voleur des fourrures        | The Fur Freight Fright                      | 26 novembre 1977            |
| 13          | En selle, capitaine            | Ride 'em Caveman                            | 3 décembre 1977             |
| 14          | La Créature de l'espace        | The Strange Case of the Creature from Space | 10 décembre 1977            |
| 15          | Le Magicien                    | The Mystery Mansion Mix-Up                  | 17 décembre 1977            |
| 16          | L'Odieux du stade              | Playing Footsie with Bigfoot                | 24 décembre 1977            |

### Deuxième saison (1978)
| N° de prod. | Titre français               | Titre original                    | Date de diffusion originale |
| ----------- | ---------------------------- | --------------------------------- | --------------------------- |
| 17          | Le Roi du disco              | Disco Cavey                       | 9 septembre 1978            |
| 18          | Le champion a disparu        | Muscle-Bound Cavey                | 16 septembre 1978           |
| 19          | Une occasion                 | Cavey's Crazy Car Caper           | 23 septembre 1978           |
| 20          | Capitaine Caverne au Mexique | Cavey's Mexicali 500              | 30 septembre 1978           |
| 21          | Le Shérif des cavernes       | Wild West Cavey                   | 7 octobre 1978              |
| 22          | Capitaine à la neige         | Cavey's Winter Carnival Caper     | 14 octobre 1978             |
| 23          | Haute Couture                | Cavey's Fashion Fiasco            | 21 octobre 1978             |
| 24          | Qui a volé le missile ?      | Cavey's Missing Missile Miss-tery | 28 octobre 1978             |

### Troisième saison (1980)
| N° de prod. | Titre français                             | Titre original                          | Date de diffusion originale |
| ----------- | ------------------------------------------ | --------------------------------------- | --------------------------- |
| 25          | La Créature de la mer                      | The Scarifying Seaweed Secret           | 8 mars 1980                 |
| 26          | Le Mannequin                               | The Dummy                               | 15 mars 1980                |
| 27          | Capitaine Caverne et le Méchant volcanique | Cavey and the Volcanic Villain          | 22 mars 1980                |
| 28          | Voyage dans le temps                       | Prehistoric Panic                       | 29 mars 1980                |
| 29          | L'Homme-bison                              | Cavey and the Baffling Buffalo Man      | 5 avril 1980                |
| 30          | Le Dragon                                  | Dragonhead                              | 12 avril 1980               |
| 31          | Mystère sur le Mississippi                 | Cavey and the Murky Mississippi Mystery | 19 avril 1980               |
| 32          | Panne d'électricité                        | Old Cavey in New York                   | 26 avril 1980               |
| 33          | Le Rhinocéros                              | Cavey and the Albino Rhino              | 3 mai 1980                  |
| 34          | Capitaine au Kentucky                      | Kentucky Cavey                          | 10 mai 1980                 |
| 35          | Capitaine Caverne va au collège            | Cavey Goes to College                   | 17 mai 1980                 |
| 36          | Le Chanteur disparu                        | The Haunting of Hog Hollow              | 24 mai 1980                 |
| 37          | Le Fantôme du train                        | The Legend of Devil's Run               | 31 mai 1980                 |
| 38          | Le Mystère de la momie                     | The Mystery of the Meandering Mummy     | 7 juin 1980                 |
| 39          | Le Trésor disparu                          | The Old Caveman and the Sea             | 14 juin 1980                |
| 40          | La Vedette                                 | Lights, Camera… Cavey!                  | 21 juin 1980                |

## Sorties DVD
Le 23 juillet 2013, un coffret DVD comprenant la première saison est commercialisé aux États-Unis,.

## Autour de la série
- Les quatre protagonistes de la série sont également apparus dans la plupart des séries Scooby-Doo. Capitaine Caverne apparait notamment dans l'épisode 14 de la saison 1 de Scooby-Doo : Mystères associés, La Finale des amateurs de mystère. Capitaine Caverne et Lili (Une des anges) apparaissent également dans le film Scooby !.